# Rianne Makkink

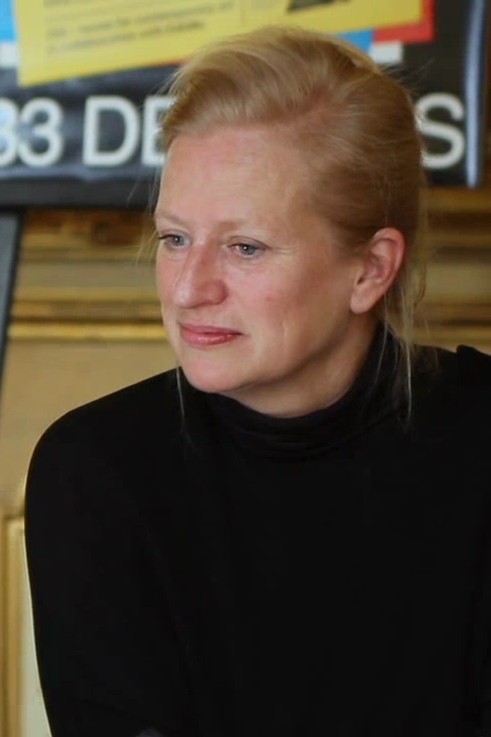
Rianne Makkink

Rianne Makkink (Gorssel, 1964) is een Nederlandse architect en ontwerper.
Makkink studeerde in 1990 af aan de Technische Universiteit Delft in de richting Architectuur. In 2002 richtte ze met ontwerper Jurgen Bey de Studio Makkink & Bey op. Zij maken producten, meubels, interieur ontwerpen en ontwerpen voor publieke ruimtes. Deze worden geproduceerd door de studio zelf of door bedrijven zoals Droog, Koninklijke Tichelaar Makkum, Moooi en Prooff. Met de studio heeft Makkink meerdere prijzen gewonnen, waaronder de Prins Bernhard Cultuurfonds Award in 2005 en de Woonbeurspin in 2008.
Producten en installaties van Makkink en Bey zijn onder andere opgenomen in de collectie van het Centraal Museum in Utrecht, zoals de EarChair uit 2003, de WorkLight uit 2009 en de SideSeat uit 2013.
Sinds 2012 is Makkink tutor van de master Social Design aan de Design Academy Eindhoven.